# Карпов, Михаил Константинович
Михаил Константинович Карпов (30 ноября 1904, Иркутск — 1972, Москва) — работник «Дальстроя», в 1939 году, возглавляя экспедицию по изысканию дороги от р. Алдан до Оймякона, основал посёлок Хандыга — ныне административный центр Томпонского района Республики Саха (Якутия).

## Биография
Родился в 1904 году в г. Иркутск в семье железнодорожника. Отец — русский, мать — якутка.
В 1930 году приехал с первой дорожной экспедицией «Цветметзолото» в бухту Нагаево, основной задачей которой было изыскать кратчайший путь от берега Охотского моря до открытых золотоносных мест — «Среднекан». Занимался изысканием дорог от Магадана до реки Алдан, а также их строительством.

### Основание поселка Хандыга
В мае 1939 года приказом начальника «Дальстроя» К. А. Павлова назначен начальником дорожно-изыскательской экспедиции для строительства автодороги от Алдана до Оймякона. Экспедиция базировалась в Крест-Хальджае, но условия потребовали переноса опорной точки экспедиции на более подходящее место.
В сентябре 1939 года, возвращаясь из с. Охотский Перевоз, нашёл такое место в 80 км от с. Крест-Хальджай, в устье ключа позже названного Больничным.
В середине декабря прибывшая на место первая группа людей установлиа пять палаток и приступила к заготовке леса и постройке бани, появилась надпись «Пристань Хандыга — Дальстроя НКВД».
В декабре 1940 года приказом НКВД СССР назначен начальником созданного управления дорожного строительства.
В ходе работ по строительству дороги в Хандыге уже в 1941 были построены электростанция, здания сберкассы, аптеки, столовой и конторы автобазы, а в 1942 году была построена школа.
В 1941 году М. К. Карпов за выполнение плана по строительству дороги Хандыга-Кадыкчан протяжённостью 733 километра был награждён орденом «Знак Почёта».
В посёлке работал до 1954 года.

### Дальнейшая жизнь
В 1955 году выехал в Москву, затем работал в Айхале (Мирнинский район, Якутская АССР) на строительстве дороги.
В 1970 году приезжал к сыну в Якутск, приезжал и в Хандыгу:

«…он рвался съездить в Хандыгу, сел на пароход и уехал. Из Хандыги он приехал счастливый, повидался с коллегами, увидел свою родную Хандыгу…»
Умер в 1972 году в Москве.

## Память
В 2003 году его именем названы улица и сквер в поселке Хандыга, установлен бюст.